# Правило Вебстера
Правило Вебстера (в официальной документации Статья 17 регламента ФИФА по статусу и переходам футболистов) — согласно которому игрок может в одностороннем порядке расторгнуть контракт с футбольным клубом после того, как истечёт срок «предохранительного периода», если он выплатит своему клубу компенсацию, размер которой зависит от размера заработной платы игрока. 
Предохранительный (защитный) период составляет:
- Три года с даты заключения контракта (в случае заключения контракта на срок более 3 и не более 5 лет, для игроков, не достигших 28-летнего возраста на момент заключения контракта),
- Два года с даты заключения контракта (в случае заключения контракта на срок более 3 и не более 5 лет, для игроков, уже достигших 28-летнего возраста на момент заключения контракта).

Названо именем шотландского футболиста Энди Вебстера, который в 2007 году впервые разорвал контракт с клубом «Хартс», сославшись на статью 17 регламента ФИФА о переходах футболистов. По своему влиянию на трансферный футбольный рынок схоже с принятым в 1995 году правилом Босмана.

## История

### Предпосылки
В 1998 году Еврокомиссия инициировала проверку по вопросу несоответствия действующих в Европе правил футбольного трансферного рынка общим принципам трудового законодательства, настаивая на том, что действующие правила ограничивают свободу футболистов, как наемных работников, в сравнению с работниками других отраслей. В ответ на претензии, УЕФА, как региональное подразделение ФИФА, на протяжении 3-х лет разрабатывало систему поправок к действующему внутреннему законодательству, и с 2001 года постепенно начало их принимать, однако из-за сложности и отсутствия правовой практики понадобилось 5 лет для первого их юридического применения.

### Статья 17 регламента ФИФА
Статья 17 — «Последствия прекращения действия контракта без обоснованной причины», была введена в декабре 2004 года, со вступлением в силу с 1 июля 2005 года. Согласно ей для расторжения игроком действующего долгосрочного контракта должны быть выполнены три базовых условия:
- в течение 15 дней после окончания сезона (под окончанием сезона подразумевается последний официальный матч клуба в региональном чемпионате) игрок должен информировать работодателя о своем решении,
- новый клуб игрока должен быть представлен другой футбольной федерацией, чем тот, с которым игрок контракт разрывает, как правило это подразумевает переход игрока из одной страны в другую, за исключением Великобритании, где чемпионаты Шотландии, Уэльса и Англии регулируются разными федерациями.
- новый клуб (или сам игрок из собственных средств), должен возместить ущерб клубу, с которым разрывается контракт, в размере суммы заработной платы, прописанной в разрываемом контракте самого игрока, за неотработанный по контракту период[8].

### Первое применение на практике
В январе 2005 года литовский бизнесмен Владимир Романов приобрёл контрольный пакет акций шотландского футбольного клуба «Хартс» из Эдинбурга, тем самым став его основным акционером. С февраля 2005 года он начал проводить новую трансферную политику на привлечение в клуб игроков из Литвы. Сложившаяся ситуация лишала места в основном составе команды ряда игроков с действующими контрактами. На определенном этапе у президента клуба Романа Романова (сына владельца клуба) возник конфликт с игроком Энди Вебстером, который лишился места в основе. На просьбу игрока о его продаже в клуб «Уиган Атлетик», с которым у него уже было предварительное соглашение, Романовы ответили отказом, настаивая на необходимости пребывания игрока в клубе еще один год согласно действующему контракту. Футболист обратился в Шотландскую футбольную ассоциацию, которая после ряда консультаций ФИФА приняла решение об одобрении перехода игрока в английский клуб. В ответ на это владельцы «Хартс» подали иск в Международный арбитражный суд по спорту (CAS) в Лозанне, настаивая на компенсации в £ 625,000, которая, по их мнению, состояла из потенциальной будущей зарплаты игрока за 1 год и судебных издержек. Игрок заявил о завышенности этой суммы, при этом не отказываясь от выплаты компенсации. 1 февраля 2008 года суд вынес решение в пользу игрока с наложением на него обязательств по выплате клубу «Хартс» компенсации в размере объема заработной платы игрока по контракту за не отработанный год в «Хартс» — £ 150,000.

### Дальнейшая практика и реакция
В различное время из известных футболистов, отталкиваясь от данного правила, разрывали свои контракты следующие игроки: бразильцы Матузалем и Паулу Асунсан, сенегалец Тони Сильва, аргентинец Хонас Гутьеррес и ряд других. Международные футбольные организации по-разному относятся к данному правилу; так Ассоциация европейских клубов относится к нему критично, публично критикуя ряд прецедентов использования правила на практике, в частности переход Матузалема из украинского «Шахтёра» в испанскую «Сарагосу» в 2009 году. C другой стороны представители Международной федерации ассоциаций профессиональных футболистов относятся к правилу положительно, считая его новаторским решением, которое даёт игрокам большую свободу.